# Andisleben
Andisleben è un comune di 589 abitanti della Turingia, in Germania.
Appartiene al circondario di Sömmerda ed è amministrato dalla Verwaltungsgemeinschaft Gera-Aue.